# Det langnæbbede myrepindsvin
Det langnæbbede myrepindsvin (Zaglossus bruijni) er et af kloakdyrene. Det lever på Ny Guinea. 
Det er 45-78 cm lang, og har næsten ingen hale.